# Russell Vis
Russell Vis (Grand Rapids, 22 de junho de 1900 — San Diego, 1 de abril de 1990) foi um lutador de estilo-livre estadunidense, campeão olímpico.

## Carreira
Antes das Olimpíadas, Vis foi campeão nacional da AAU. Ele competiu nos Jogos Olímpicos de 1924 em Paris, onde recebeu a medalha de ouro no peso leve do estilo livre. Vis então lutou profissionalmente como peso meio-médio por três anos, mas rapidamente se cansou do circuito profissional e se aposentou em 1930.